# Glossolepis ramuensis
Glossolepis ramuensis é uma espécie de peixe da família Melanotaeniidae.
É endémica da Papua-Nova Guiné.